# José Zalazar
José Luis Zalazar Rodríguez (ur. 26 października 1963) – piłkarz urugwajski noszący przydomek El Oso (Niedźwiedź), pomocnik. Wzrost 179 cm, waga 78 kg.
Zalazar rozpoczął karierę piłkarską w 1982 roku w klubie CA Peñarol, z którym dotarł do finału Copa Libertadores 1983. W reprezentacji Urugwaju zadebiutował 13 czerwca 1984 w wygranym 2:0 meczu z Anglią. W 1985 dotarł z Peñarolem do półfinału turnieju Copa Libertadores 1985, zdobył także w 1985 i 1986 tytuł mistrza Urugwaju. Następnie wziął udział w finałach mistrzostw świata w 1986 roku, gdzie Urugwaj dotarł do 1/8 finału. Zagrał w drugiej połowie przegranego 1:6 meczu z Danią.
Po mistrzostwach Zalazar przeniósł się do Meksyku, by grać w klubie Universidad Autónoma de Guadalajara. Już w pierwszym roku zdobył 23 gole i został królem strzelców ligi meksykańskiej. Przeniósł się na jeden sezon do Hiszpanii, do klubu Cádiz CF, po czym znów wrócił do Meksyku, do klubu UAG.
W 1989 Zalazar ponownie wyjechał do Hiszpanii, tym razem do klubu Espanyol Barcelona. Po roku przeszedł do klubu Albacete Balompié, w którym rozegrał 6 sezonów, będąc częścią drużyny, która zyskała sobie miano Queso Mecánico (mechaniczny ser). Zalazar przybył do Albacete w sezonie 1990/91, w którym klub ten wywalczył awans do Primera División. Duży w tym udział miały 2 bramki zdobyte przez Zalazara w meczu z UD Salamanca
W sezonie 1991/92 Zalazar rozegrał w lidze 38 meczów i strzelił 13 bramek, pomagając drużynie Albacete nie tylko utrzymać się w lidze, ale nawet zająć 7. miejsce – najwyższe w historii klubu. W sezonie tym Zalazar za swoją grę otrzymał Trofeo EFE, przyznawane najlepszym graczom iberoamerykańskim ligi hiszpańskiej przez agencję informacyjną EFE.
W klubie Albacete Zalazar rozegrał 180 meczów i zdobył 57 bramek, co zapewniło mu pozycję klubowego lidera wszech czasów jeśli chodzi o liczbę występów w meczach pierwszoligowych.
Rozegrał 6 meczów w eliminacjach do finałów mistrzostw świata w 1994 roku. Były to ostatnie mecze Zalazara w barwach reprezentacji Urugwaju.
Po tym, jak w sezonie 1995/96 Albacete spadł do drugiej ligi (Segunda División), Zalazar odszedł z klubu, by w sezonie 1996/97 grać w barwach zespołu Racing Santander. W 1997 roku wrócił do Urugwaju, gdzie grał w klubie Club Nacional de Football, w którego składzie grał w turnieju Copa Libertadores 1998. Następnie przeniósł się do klubu CA Bella Vista.
Po krótkiej przerwie Zalazar ponownie przybył do Hiszpanii, by w sezonie 1998/99 pomóc klubowi Albacete utrzymać się w drugiej lidze.
Nigdy nie wziął udziału w turnieju Copa América.
Zalazar od 1984 do 19 września 1993 rozegrał w reprezentacji Urugwaju 29 meczów i zdobył 4 bramki. Przez całą swoją karierę grał jako pomocnik (na ogół jako rozgrywający). Znany był z bardzo silnych i precyzyjnych strzałów oddanych prawą nogą, na skutek czego zdobył wiele bramek z dystansu, szczególnie z rzutów wolnych.